# Le avventure di Peter Pan
Le avventure di Peter Pan (Peter Pan) è un film d'animazione del 1953 diretto da Hamilton Luske, Clyde Geronimi e Wilfred Jackson. È prodotto da Walt Disney e il primo film d'animazione basato sull'opera teatrale Peter e Wendy di J. M. Barrie. È il 14º Classico Disney e venne originariamente distribuito nei cinema statunitensi il 5 febbraio 1953 da RKO Radio Pictures. Le avventure di Peter Pan è l'ultimo Classico Disney distribuito attraverso RKO prima che Walt Disney fondasse la sua compagnia di distribuzione, Buena Vista Distribution, sempre nel 1953.
Nel 1935 Walt Disney iniziò a considerare l'idea di adattare l'opera di Barrie in un film d'animazione ed acquistò i diritti cinematografici nel 1938. Tuttavia, la seconda guerra mondiale costrinse la Disney ad accantonare il progetto, che rimase in fase di sviluppo per il resto del decennio successivo. Per aiutare gli animatori, furono girati filmati live-action di riferimento con attori sui palcoscenici. È l'ultimo film Disney in cui tutti i Nine Old Men hanno lavorato insieme come direttori dell'animazione.
Il film è stato presentato al Festival di Cannes 1953. Alla sua uscita, fu un successo al botteghino e ottenne recensioni positive da parte della critica cinematografica, che ha elogiato l'animazione, i personaggi e le musiche, nonostante la sua rappresentazione dei nativi americani ha ricevuto critiche retrospettive.
Un sequel intitolato Ritorno all'Isola che non c'è venne distribuito nel 2002 e una serie di prequel/spin-off direct-to-video che si concentrano sulla fata Trilli iniziò nel 2008. Una serie spin- off Jake e i pirati dell'Isola che non c'è è stata prodotta dal 2011 al 2016.
Un adattamento live-action del film è uscito su Disney+ nel 2023.

## Trama
Londra, anni 1920. Nel ricco quartiere di Bloomsbury abita la famiglia Darling, composta dai coniugi Agenore e Mary e dai loro tre figli: Wendy (la maggiore), Gianni (il mezzano) e Michele (il minore). Mentre i genitori si stanno preparando per andare ad una festa dell'alta borghesia, la casa è in subbuglio a causa dei giochi di Gianni e Michele, che recitano una storia di Peter Pan in lotta contro il malvagio e crudele Capitan Uncino e la sua ciurma di pirati che gli è stata raccontata dalla sorella. Il loro padre, che è stufo delle storie che hanno reso i suoi figli meno pratici, dichiara con rabbia che Wendy è ormai diventata troppo grande per continuare a credere a queste fiabe e a stare nella stanza dei bambini con loro, per cui è giunto il momento per lei di crescere e di avere una stanza tutta per sé. Quella notte, i tre bambini ricevono la visita nella loro stanza di Peter Pan in persona, ritornato nella casa di Wendy (dove inoltre vi era stato altre volte ascoltando le fiabe della bambina) per poter recuperare la sua ombra, che gli era stata rubata da Nana, il cane-bambinaia di famiglia. Egli insegna loro a volare con l'aiuto della sua amica fata Trilli e li porta con sé verso l'Isola che non c'è, un luogo dove i bambini non crescono mai e possono interagire con pellerossa e sirene.
Incantati dalla bellezza dell'Isola, i ragazzi si rendono conto della presenza di un vascello pirata ancorato presso un golfo comandato da Capitan Uncino, assistito dal nostromo Spugna. Uncino ha intenzione di vendicarsi su Peter Pan per avergli tagliato la mano e data in pasto al coccodrillo, che ha ingoiato anche una sveglia: in tal modo ogni volta che l'animale si avvicina il capitano riesce sempre a salvarsi, avvisato dal ticchettio dell'orologio. L'irrequietezza dell'equipaggio viene interrotta dall'arrivo di Peter e i Darling. Uncino spara a loro con un cannone e Peter manda i Darling in salvo mentre attira i pirati. Trilli, che è gelosa delle attenzioni di Peter per Wendy, convince i Bimbi Sperduti (sei ragazzini in pigiama di animali che vedono Peter come loro leader) di uccidere la ragazza. La leggenda di Peter Pan è così popolare fra i bambini del mondo che ogni notte, il ragazzo decide di portare con sé i figli delle famiglie per portarli sull'Isola e fargli provare la felicità di non crescere mai, per poi riportarli a casa: i Bimbi Sperduti sono gli unici bambini che si sono rifiutati di tornare dalle loro famiglie, decidendo di restare insieme a Peter. Il tradimento di Trilli viene presto scoperto e Peter la bandisce (ma alla fine viene perdonata). Gianni e Michele partono con i Bimbi Sperduti per trovare gli indiani dell'Isola, che però li catturano tendendo loro un'imboscata perché sono convinti che abbiano rapito la figlia del capo, Giglio Tigrato. Il capo tribù, Toro in Piedi, li avverte che se al tramonto sua figlia non sarà tornata i Bimbi Sperduti (insieme a Gianni e Michele) verranno scotennati.
Nel frattempo, Peter porta Wendy a vedere le sirene. Wendy sta pensando di andarsene quando le sirene cercano di affogarla, ma le cose cambiano quando le sirene fuggono terrorizzate quando Capitan Uncino arriva sulla scena. Peter e Wendy si accorgono che Uncino e Spugna hanno catturato Giglio Tigrato e la portano alla Roccia del Teschio. Uncino minaccia di farla annegare, legata a un'ancora, in modo da poterla costringere a rivelare il nascondiglio di Peter, ma lei si rifiuta di parlare. Dopo aver distratto Spugna e duellato con il capitano, che alla fine viene inseguito dal coccodrillo, Peter libera Giglio Tigrato e la restituisce al capo, e la tribù, in segno di gratitudine, onora Peter per la sua azione con una grande festa in cui Wendy si sente trascurata a favore di Giglio Tigrato. Nel frattempo Uncino, dopo aver appreso dell'esilio di Trilli, ordina a Spugna di trovarla e di portarla da lui. Approfittando della sua gelosia e fingendo di voler catturare solo Wendy, il capitano la induce a rivelargli il nascondiglio di Peter, situato sotto l'Albero dell'Impiccato. Trilli accetta, a condizione che Peter non venga ferito. Uncino promette che non toccherà Peter con un dito o con l'uncino, dopodiché rinchiude Trilli in una lanterna come sua prigioniera.
Finita la festa al campo indiano, Wendy e i suoi fratelli alla fine hanno nostalgia di casa e vogliono tornarci così invitano Peter e i suoi amici ad andare a Londra e farsi adottare dai signori Darling. I Bimbi Sperduti sono d'accordo ma Peter è talmente contrario alla crescita che si rifiuta, supponendo presuntuosamente che tutti loro sarebbero tornati presto. Intanto i pirati tendono ai bambini un'imboscata, portandoli sul loro vascello, mentre Capitan Uncino lascia nel nascondiglio di Peter un pacco con nascosta una bomba a orologeria per ucciderlo, facendogli credere che sia da parte di Wendy. Il biglietto del regalo impone a Peter di non aprire prima delle 6, quando la bomba esploderà.
Intanto, Trilli viene a conoscenza del piano di Uncino, appena in tempo per uscire dalla lanterna e a strappare la bomba a Peter mentre esplode. Mentre Peter sta cercando Trilli tra le macerie, Uncino dà ai bambini la possibilità di scegliere se unirsi alla sua ciurma o essere uccisi. I bambini rifiutano di arruolarsi e Wendy deve essere la prima a morire, camminando sull'asse per essere gettata in mare. Per fortuna, Peter fa ritorno e la salva, e poi libera i bambini, combattendo una battaglia decisiva contro i pirati, che vengono sconfitti e fatti cadere su una scialuppa in mare. Volendo a tutti i costi avere la meglio, Uncino provoca Peter e lo definisce un codardo. Peter promette di combatterlo senza ricorrere al volo e, senza questo vantaggio, sta per essere ucciso. Alla fine, Peter usa ingegnosamente il Jolly Roger per intrappolare e disarmare il capitano, che implora pietà al giovane nemico. Peter, mostrando un chiaro segno di clemenza, acconsente a risparmiare la vita al pirata, condannandolo però ad ammettere pubblicamente di essere un baccalà. Dopo avere obbedito, Capitan Uncino tenta di colpire alle spalle il ragazzo, ma perde l'equilibrio e cade in mare, seguito dal suo equipaggio e inseguito dal coccodrillo. Peter si scusa per il suo comportamento e requisisce galantemente il vascello e, con l'aiuto della polvere di fata di Trilli, vola a Londra con i bambini a bordo. Tuttavia i Bimbi Sperduti decidono di tornare all'Isola che non c'è, piuttosto che essere adottati a Londra.
Agenore e Mary tornano a casa dalla festa trovando Wendy che dormiva davanti alla finestra aperta mentre Gianni e Michele dormono nei rispettivi letti. Wendy si sveglia e racconta con entusiasmo le loro avventure. I genitori guardano fuori dalla finestra e vedono il vascello pirata tra le nuvole. Agenore, che ha ammorbidito la sua posizione riguardo alla permanenza di Wendy nella stanza dei bambini, riconosce la nave dicendo alla moglie e alla figlia "È molto strano. Ho la sensazione di aver già visto quel vascello. Tanto tempo fa, quando ero bambino". 

## Personaggi
- Peter Pan: è il protagonista maschile del film. Come nella fiaba originale, è un ragazzo immaturo che non vuole mai diventare grande e non sa cosa sia una mamma. Ricopre il ruolo di capo dei Bimbi Sperduti.
- Wendy Moira Angela Darling: è la protagonista del film. Vive con i suoi fratelli, i suoi genitori e il cane Nana a Londra. Nel corso del film, Peter Pan le farà vedere tutti i particolari dell'Isola che non c'è tra cui la Laguna delle Sirene.
- Gianni e Michele Darling: sono i fratelli minori di Wendy, la quale racconta a loro tutte le storie incentrate su Peter Pan. Nel corso del film conosceranno i Bimbi Sperduti e vivranno assieme alla sorella e Peter Pan tante avventure. Gianni porta gli occhiali, un cilindro e un ombrello. Michele è il più piccolo e porta sempre con sé un orsacchiotto di pezza.
- Nana: il cane San Bernardo di Wendy, Gianni e Michele. Svolge il dovere di bambinaia.
- Agenore e Mary Darling: sono i genitori di Wendy, Gianni e Michele.
- Capitan Uncino: è il principale antagonista del film. Perfido e vigliacco, è il capitano di un vascello pirata e odia a morte Peter Pan, che durante uno scontro gli tagliò la mano sinistra e la diede in pasto al coccodrillo.
- Spugna: antagonista secondario del film, è il nostromo della nave di Uncino, nonché migliore amico di quest'ultimo. Molto goffo e simpatico, è il più anziano e innocuo dei pirati. Durante lo scontro finale decide di scappare abbandonando la nave.
- Coco: il coccodrillo sempre affamato, vuole a tutti costi mangiarsi Capitan Uncino, il quale se ne accorge subito poiché è sempre avvisato dal ticchettio dell'orologio che ha ingoiato assieme alla mano del pirata.
- Trilli: è una fatina molto legata a Peter (probabilmente è innamorata di lui). Diventa gelosa di Wendy e inizialmente cerca di farla uccidere. Dopo essere stata ingannata da Uncino, si riabilita salvando Peter e i ragazzi.
- I Bimbi Sperduti: sono sei ragazzini in pigiama di animali, si chiamano: Orsetto, Svicolo, Gemello 1, Gemello 2, Nibs e Leporello e vedono Peter Pan come loro leader.
- Giglio Tigrato: è la figlia del capo tribù Toro in Piedi dei pellerossa che cacciano sull'Isola. Viene rapita dal capitano e salvata da Peter Pan al termine di un duello, il quale la riporta da suo padre.
- Toro In Piedi: il severo capo degli indiani. Fa prigionieri Gianni e Michele e i Bimbi Sperduti credendoli autori del rapimento di Giglio Tigrato. Quando Peter salva la principessa e si chiarisce l'equivoco, libera i ragazzi e nomina il protagonista "Giovane Aquila Volante", guadagnandosi il rispetto degli indiani.
- Le sirene: abitano la Laguna delle Sirene e sono amiche di Peter Pan.

## Produzione
Peter Pan era una delle storie più amate da Walt Disney in quanto nel 1913 vide per la prima volta l'opera (ancora replicata) e si emoziono molto nella scena del volo; tra l'altro poco dopo nella sua scuola Peter Pan fu scelto per recita scolastica in cui lui interpretava il protagonista (rischiando anche di farsi male durante le prove). Nel 1935 destinò Le avventure di Peter Pan a essere il suo secondo film dopo Biancaneve e i sette nani. Tuttavia, egli poté ottenere i diritti solo quattro anni più tardi, dopo avere raggiunto un accordo con il Great Ormond Street Hospital di Londra, a cui Barrie aveva lasciato in eredità i diritti sull'opera e dalla Paramount Pictures, che nel 1924 aveva già trasposto l'opera in un omonimo film. Lo studio iniziò lo sviluppo della storia e del design dei personaggi tra la fine degli anni trenta e i primi anni quaranta, e lo destinò a essere il suo quarto film, dopo Biancaneve, Bambi e Pinocchio (Bambi venne poi messo in attesa per un po' per le difficoltà tecniche e finì per essere il suo quinto film, mentre Pinocchio divenne il secondo). Durante la Seconda guerra mondiale, il progetto fu fermato.
Durante la produzione Disney esplorò molte possibilità di come la storia avrebbe potuto essere interpretata: nelle prime bozze il film era più macabro e quindi molto più fedele alla storia originale .Nella prima versione della storia, il film inizia raccontando la storia posteriore di Peter Pan (prendendo spunto da L'uccellino bianco). Ma il 20 maggio 1940, durante una riunione della storia, Disney disse: "Dobbiamo entrare direttamente nella storia stessa, dove Peter Pan va nella casa a prendere la sua ombra. Lì è dove la storia inizia. Come è nato Peter è davvero un'altra storia". Walt esplorò anche l'apertura del film nell'Isola che non c'è e Peter Pan che va a casa di Wendy a rapirla per farle fare da mamma ai Bimbi Sperduti. Alla fine, Disney decise che il rapimento era troppo cupo e tornò all'opera originale di Barrie dove Peter viene a prendere la sua ombra e Wendy è desiderosa di vedere l'Isola che non c'è. La scena nella stanza dei bambini attraversò molte alterazioni. Per esempio in una versione era la signora Darling a trovare l'ombra di Peter Pan e a mostrarla al signor Darling, come nell'opera originale. In un'altra versione del film, Nana andava nell'Isola che non c'è con Peter e i bambini Darling, e la storia era raccontata attraverso i suoi occhi. In altre interpretazioni della storia Gianni Darling veniva lasciato indietro per essere troppo serio, pratico e noioso. Il film includeva anche Wendy che prendeva il suo "Peter Pan Picture Book" e Peter e i bambini che mangiavano una "cena immaginaria". A un certo punto c'era una festa nel nascondiglio di Peter dove Trilli rimaneva umiliata e nella sua rabbia andava deliberatamente a dire a Capitan Uncino l'ubicazione del nascondiglio di Peter Pan. Tuttavia, Walt sentiva che questo era contro il personaggio di Trilli e che aveva "esagerato", e cambiò la scena in Capitan Uncino che rapiva e persuadeva Trilli a dirglielo. C'è un punto nell'opera di Barrie dove Capitan Uncino mette veleno nella dose di medicina di Peter e Trilli lo salva bevendo il veleno, venendo poi rianimata dagli applausi del pubblico in teatro. Dopo un lungo dibattito Disney scartò questo temendo che sarebbe stato difficile da ottenere in un film. Negli script precedenti vi erano più scene che coinvolgevano i pirati e le sirene che erano simili a quello che Disney aveva già fatto con i sette nani in Biancaneve. In definitiva queste scene vennero tagliate per ragioni di ritmo. Il film era anche un po' più cupo a un certo punto in quanto c'erano scene che coinvolgevano Capitan Uncino ucciso dal coccodrillo, la famiglia Darling in lutto per i loro figli perduti, e Peter e i bambini alla scoperta del tesoro dei pirati che era pieno di trappole esplosive.
Il 7 dicembre 1941 gli Stati Uniti si unirono alla seconda guerra mondiale dopo che Pearl Harbor fu attaccata. Il giorno seguente l'esercito americano prese il controllo dello studio e lo mise a produrre film di propaganda di guerra. Costrinsero anche Le avventure di Peter Pan così come Alice nel Paese delle Meraviglie, Il vento tra i salici, I racconti dello zio Tom e Bongo e i tre avventurieri, tra gli altri, a essere messi in attesa. Dopo la fine della guerra, nel 1945, lo studio era in debito e avrebbe potuto produrre solo film collettivi per sostenersi. Non fu fino al 1947, quando la salute finanziaria dello studio aveva iniziato a migliorare nuovamente, che la produzione effettiva de Le avventure di Peter Pan iniziò, anche se Roy O. Disney non pensava che Le avventure di Peter Pan avrebbe avuto molta attrazione al botteghino.
Si dice che il design di Trilli fosse basato su Marilyn Monroe, ma in realtà la sua progettazione si basò sul modello di riferimento live-action di Trilli, Margaret Kerry. Margaret Kerry posò per riprese di riferimento in un teatro di posa, il filmato venne poi utilizzato dall'animatore supervisore di Trilli Marc Davis e la sua squadra quando disegnarono il personaggio. Kerry fornì anche la voce della sirena dai capelli rossi nel film.
Come la Kerry Bobby Driscoll fu sia il modello di riferimento live-action, utilizzato principalmente per le scene vicine, che il doppiatore di Peter Pan. Il volo di Peter e le inquadrature d'azione, tuttavia, vennero fornite dal ballerino e coreografo Roland Dupree. In un'intervista, disse che doveva aprire le braccia e far finta di volare per tutte le scene che lo richiedevano. Kathryn Beaumont, la voce di Wendy, eseguì anche le riprese di riferimento live-action. Allo stesso modo, Hans Conried, la voce sia di Capitan Uncino che del signor Darling, eseguì anche i filmati di riferimento live-action per quei personaggi (era uno dei pochi elementi lasciati dall'opera originale, dove Uncino e il signor Darling erano interpretato dallo stesso attore). In contrasto con il rotoscoping, gli animatori non ricalcarono semplicemente le riprese live-action, poiché avrebbe fatto sembrare l'animazione rigida e innaturale. Invece gli animatori le utilizzarono come guida per l'animazione attraverso lo studio del movimento umano nella situazione necessaria. Per esempio: fino a che punto la testa può girare quando un personaggio guarda oltre la sua spalla? Milt Kahl, il supervisore all'animazione di Peter Pan e i Bimbi Sperduti, sostenne che la cosa più difficile da animare era un personaggio galleggiante in aria.

## Colonna sonora

### Album
L'album della colonna sonora venne pubblicato in Italia nel 1992. L'album era composto da 8 tracce, tre delle quali presentavano i titoli in inglese. Nel 2002 venne pubblicata una nuova edizione completa e restaurata, le cui tracce vengono elencate di seguito.

#### Tracce
Dove non vengono indicati paroliere e compositore, si tratta di parti strumentali composte da Oliver Wallace.
1. Tema principale – 2:21 - Testo di Sammy Cahn, musica di Sammy Fain.
2. L'ultima notte con i bambini – 3:00
3. Sul tetto – 4:08
4. Vola e va'! – 4:25 - Testo di Sammy Cahn, musica di Sammy Fain.
5. La vita dei pirati – 0:31 - Testo di Ed Penner, musica di Oliver Wallace.
6. Distruggere Peter Pan! – 1:06
7. La leggenda del coccodrillo – 4:40
8. Proprio adesso che vi ho portato una mamma – 0:54
9. Seguendo il capo – 1:43 - Testo di Winston Hibler e Ted Sears, musica di Oliver Wallace.
10. Di soppiatto – 1:17
11. La laguna delle sirene – 4:32
12. Prepariamo un piano – 0:56
13. Perché è rosso l'uomo rosso? – 2:44 - Testo di Sammy Cahn, musica di Sammy Fain.
14. L'albero dell'impiccato – 2:39
15. Grande capo Aquila Volante – 1:28
16. Ninna nanna (di tutte le mamme) – 1:57 - Testo di Sammy Cahn, musica di Sammy Fain.
17. Ciao Peter! – 0:57
18. Il Capitan Uncino mantiene la promessa – 3:21 - Testo di Sammy Cahn, musica di Sammy Fain.
19. Niente splash – 4:09
20. Vola e va' (Finale) – 2:05 - Testo di Sammy Cahn, musica di Sammy Fain.

## Promozione
Nello stesso anno in cui uscì il film, Walt Disney produsse uno speciale televisivo promozionale intitolato The Peter Pan Story.

## Distribuzione
Le date di uscita internazionali sono state:
- 5 febbraio 1953 negli Stati Uniti
- aprile nel Regno Unito
- 10 aprile in Brasile (As Aventuras de Peter Pan)
- 7 luglio in Argentina
- 16 ottobre in Australia
- 11 novembre in Messico
- 16 dicembre in Italia
- 18 dicembre in Finlandia
- 21 dicembre in Svezia
- 22 dicembre in Germania Ovest (Peter Pans heitere Abenteuer)
- 23 dicembre in Francia (Les aventures de Peter Pan)
- 26 dicembre in Danimarca e Norvegia
- 4 gennaio 1954 in Irlanda
- 25 febbraio nelle Filippine
- 8 aprile in Portogallo (As Aventuras de Peter Pan)
- 5 luglio in Uruguay
- 16 settembre a Hong Kong
- 3 dicembre in Austria
- 11 dicembre in Emirati Arabi Uniti
- 21 dicembre in Spagna
- 9 marzo 1955 in Giappone (Pîtâ Pan)
- dicembre in Turchia
- 13 giugno 1957 in Corea del Sud
- 24 dicembre 1993 in Kuwait

### Edizione italiana
La prima edizione italiana del film fu curata da Roberto De Leonardis per la AR.CO. con l'assistenza musicale di Alberto Brandi. Il doppiaggio, invece, fu eseguito negli stabilimenti Fono Roma con la partecipazione della C.D.C. e diretto da Mario Almirante (alla sua ultima direzione di un doppiaggio Disney). Esso è caratterizzato da una pronuncia italianizzata del nome "Peter", pronunciato così come si scrive. Ci fu inoltre l'italianizzazione di parte dei nomi inglesi, con John e Michael Darling tradotti nei rispettivi equivalenti italiani Gianni e Michele; per quanto riguarda il signor Darling, invece, il suo nome originale George fu reso in italiano come Agenore, invece del corrispettivo Giorgio.
Nel 1986, in occasione di una riedizione nei cinema italiani avvenuta nel febbraio 1987, il film fu ridoppiato, secondo alcuni a causa della bassa qualità in cui versava l'audio d'epoca e della scelta dei doppiatori protagonisti, giudicati inadatti; per altri allo scopo di cancellare la pronuncia letterale del nome del protagonista (prassi in voga negli anni cinquanta ma messa in disparte da tempo negli anni ottanta), cosa che effettivamente avvenne. Il nuovo doppiaggio fu eseguito dal Gruppo Trenta presso gli studi della International Recording e diretto da Renato Izzo nonchè autore dei dialoghi, mentre la direzione musicale fu affidata a Pietro Carapellucci. I dialoghi e i testi delle canzoni furono però trascritti dall'audio della prima edizione e, oltre a presentare alcune modifiche e modernizzazioni, soffrono di numerosi errori di trascrizione che ne compromettono il significato. Tra i più evidenti:
- Nel primo doppiaggio il capo Toro in Piedi saluta dicendo "auf" per distinguersi dagli altri indiani che dicono "augh", come viene spiegato nella canzone "Perché è rosso l'uomo rosso?". Nel ridoppiaggio anche gli "auf" vennero trasformati in "augh", facendo perdere il senso di parte della canzone;
- Nel primo doppiaggio, durante la canzone "Il Capitan Uncino mantiene le promesse", Spugna canta "Il co-coccodrillo sta giù ad aspettar che il capitano caschi in mar!". Nel ridoppiaggio "co-coccodrillo" venne sostituito con "caposquadriglia".

Nonostante questi errori, il ridoppiaggio venne usato in tutte le successive riedizioni cinematografiche e in tutte le edizioni home video. Nel 2012, in occasione dell'edizione speciale in home video, il primo doppiaggio è stato restaurato e inserito come seconda traccia audio italiana nel Blu-ray Disc del film, 33 anni dopo il suo ultimo utilizzo nei cinema.

### Principali redistribuzioni
- Stati Uniti: 14 maggio 1958; 18 giugno 1969; 18 giugno 1976; 17 dicembre 1982; 14 luglio 1989
- Emirati Arabi Uniti: 17 ottobre 1969, 15 maggio 1977, 17 luglio 1987, 24 ottobre 1992, 1 giugno 2013
- Italia: 1965; 10 marzo 1972; 1979; 6 febbraio 1987; 18 settembre 1992; 29 giugno 2013
- Giappone: 20 luglio 1963; 13 marzo 1976; 14 luglio 1984; 23 luglio 1988
- Francia: 15 dicembre 1965; 30 marzo 1977; 19 marzo 1986; 8 luglio 1992; 10 marzo 2015
- Svezia: 18 dicembre 1965; 3 aprile 1977; 23 marzo 1983; 31 luglio 1992
- Regno Unito: 19 dicembre 1965; 22 dicembre 1974; 21 ottobre 1985; 14 luglio 1992
- Finlandia: 19 dicembre 1969; 8 aprile 1977
- Spagna: 22 dicembre 1969
- Paesi Bassi: 26 marzo 1970; 3 luglio 1992
- Germania Ovest: 22 giugno 1979
- Brasile: 23 dicembre 1983; 5 ottobre 1990
- Australia: 18 giugno 1987; 1º febbraio 1990
- Germania (unita): 25 giugno 1992
- Irlanda: 24 luglio 1992

### Edizioni home video

#### VHS
La prima edizione VHS del film uscì in Italia nel febbraio 1993; conteneva il film nella versione uscita nei cinema l'anno precedente, senza alcun restauro. La seconda edizione VHS uscì nel maggio 1998 e conteneva il film in edizione restaurata. La terza edizione VHS uscì il 19 marzo 2003, insieme alla prima edizione DVD.

#### DVD
La prima edizione DVD del film uscì in Italia il 19 marzo 2003. La seconda edizione DVD uscì il 28 febbraio 2007, come nono titolo delle Walt Disney Platinum Editions. Questa edizione è stata distribuita anche insieme all'edizione platino di Cenerentola all'interno di un cofanetto.
La terza edizione DVD è uscita il 7 novembre 2012, insieme alla prima edizione in Blu Ray. Nonostante sia un'edizione speciale, i contenuti speciali sono quasi assenti e la cover è riciclata dalla Platinum Edition. Il DVD è disponibile anche in un cofanetto con l'edizione speciale del sequel. Il 4 novembre 2015 il DVD è stato ristampato per l'inclusione all'interno della collana Disney: I Classici.

#### Blu-ray Disc
La prima edizione BD del film è uscita in Italia il 7 novembre 2012. Il BD include i contenuti speciali del DVD e gran parte di quelli della Platinum Edition. Inoltre è il primo supporto Disney a includere due doppiaggi italiani, poiché è l'unica edizione in cui è presente anche il primo doppiaggio del film. Il Blu-ray disc, come diversi altri classici Disney, è stato ristampato il 6 marzo 2013 sprovvisto di e-copy e di confezione slipcase.

## Accoglienza

### Incassi
Le avventure di Peter Pan fu un successo commerciale e il film con il maggiore incasso del 1953. Durante la sua corsa iniziale nelle sale, il film aveva incassato sei milioni di dollari in noleggi negli Stati Uniti e in Canada contro il suo budget di 4 milioni di dollari. Il film ha guadagnato un totale domestico lordo di 87,4 milioni di dollari.
Grazie al suo successo al botteghino Le avventure di Peter Pan venne riedito nei cinema nel 1958, 1969, 1976, 1982 e 1989. Il film ebbe anche una speciale riedizione limitata al Festival di Philadelphia nel 2003. Ha avuto inoltre delle proiezioni limitate in Cinemark Theatres selezionati dal 16 al 18 febbraio 2013. Adeguato all'inflazione e incorporando le versioni successive, il film ha avuto un totale lordo di 427,5 milioni di dollari. In Italia invece venne riedito nel 1965, 1972, 1979, 1987, 1992 e 2013.

### Critica
Bosley Crowther del New York Times ha criticato la mancanza di fedeltà del film all'opera originale, sostenendo che "ha la storia ma non lo spirito di Peter Pan poiché è stato chiaramente concepito dal suo autore e di solito viene interpretato sul palco". Tuttavia, ha elogiato "i colori più eccitanti e le caratteristiche tecniche del lavoro, come la sincronizzazione delle voci con l'animazione delle labbra, sono molto buone". Tuttavia, Time ha dato al film una recensione molto favorevole, senza fare alcun riferimento ai cambiamenti rispetto all'opera originale. Mae Tinee del Chicago Tribune ha scritto: "Gli sfondi sono deliziosamente pittoreschi, la musica solo così così. Il film è progettato per un effetto ampio, con l'accento della commedia. Sono sicura che i giovani che crescono con i cartoni saranno a proprio agio con tutti i personaggi". Variety ha descritto il film come "un cartone animato di qualità incantevole. La colonna sonora va bene, evidenziando il costante brusio dell'azione e della commedia, ma le canzoni sono meno impressionanti di quelle che normalmente si incontrano in una simile presentazione Disney". Harrison's Reports riteneva che il film fosse "un altro capolavoro di Walt Disney. Dovrebbe rivelarsi un piacere, non solo per i bambini, ma anche per ogni adulto. L'animazione è così buona che i personaggi sembrano quasi naturali".
Le recensioni contemporanee rimangono positive. Regalando al film 3 stelle e mezza su 4, Gene Siskel del Chicago Tribune ha notato che il "design di Trilli e lo sfarzo di Capitan Uncino" così come la "musica di qualità mescolata con un'animazione appropriata" sono state le parti salienti del film. Michael Jackson citò Le avventure di Peter Pan come il suo film preferito, dal quale deriva il nome della sua tenuta Neverland Ranch a Santa Barbara, dove aveva un parco divertimenti privato. Ronald D. Moore, uno dei produttori esecutivi di Battlestar Galactica, ha citato questo film come l'ispirazione per il tema della ciclicità del tempo della serie, utilizzando la frase di apertura del film, "Questa è una storia senza tempo, di ieri come di domani", come un principio chiave della scrittura della cultura. Il sito web aggregatore di recensioni Rotten Tomatoes ha riferito che il film ha ricevuto un punteggio di approvazione del 79% sulla base di 41 recensioni, con un punteggio medio di 8/10. Il consenso critico del sito web recita: "Sebbene non approfondisca l'oscurità della storia di J.M. Barrie, Peter Pan è un film commovente ed esuberante, con alcune melodie fantastiche.".

## Riconoscimenti
- 1953 - Festival di Cannes
  - Candidato per la Palma d'oro a Hamilton Luske, Clyde Geronimi e Wilfred Jackson

## Altri media
Il film ha generato un vero e proprio franchise: sequel, spin-off, prequel, libri, serie e giochi.

### Libri
I personaggi del film compaiono in diversi libri e fumetti Disney. 
Disney Fairies è una serie di libri per bambini pubblicati dalla Random House, che rappresentano Trilli e i suoi amici.
Nel febbraio 2020, la serie di romanzi A Twisted Tale pubblica un libro che funge da rivisitazione del film con lo scenario "Cosa sarebbe successo se Wendy fosse andata all'Isola che non c'è con Capitan Uncino", inedito in Italia, dal titolo Straight On Till Morning.

### Parchi a tema
Peter Pan's Flight è una popolare attrazione che si trova a Disneyland, Walt Disney World, Disneyland Paris e Tokyo Disneyland. Peter Pan, Wendy, Capitan Uncino e Spugna appaiono nei cortei, così come salutano attraverso i parchi a tema. Peter Pan, Wendy, Capitan Uncino, Spugna e i pirati sono presenti in una scena durante la versione di Disneyland di Fantasmic!.

### Spettacoli sul ghiaccio e Musical
Disney on Ice iniziò la sua produzione itinerante di Peter Pan nell'autunno 1989. La produzione andò in tournée a livello nazionale e internazionale fino al 1993. La produzione era caratterizzata da una colonna sonora preregistrata con tutte le canzoni del film e le voci dei personaggi.
Una versione abbreviata della storia venne presentata nel corso della produzione Disney on Ice Mickey & Minnie's Amazing Journey. Lo spettacolo iniziò nell'autunno del 2003 ed è in tour a livello nazionale. Presenta i brani "Vola e va'!", "Seguendo il capo", "Ninna nanna (di tutte le mamme)", "La vita dei pirati", "Il Capitan Uncino mantiene le promesse" e "Tema principale".
Un musical per bambini di un'ora è intitolato Peter Pan Jr.

### Videogiochi
L'isola che non c'è è un mondo giocabile sia in Kingdom Hearts che in Kingdom Hearts: Chain of Memories.
Sono stati prodotti anche Peter Pan: Avventure sull'isola che non c'è, Ritorno all'isola che non c'è e Peter Pan: la leggenda dell'isola che non c'è. 
Capitan Uncino è uno degli antagonisti del videogioco del 1999 La rivincita dei Cattivi.

### Gioco da tavolo
Walt Disney's Peter Pan: A Game of Adventure (1953) è un gioco da tavolo della Transogram Company Inc. basato sul film. Il gioco fu uno dei tanti giochi che sfruttavano la popolarità dei film Disney del dopoguerra. Lo scopo del gioco è quello di essere il primo giocatore a viaggiare da casa Darling all'Isola che non c'è e a tornare poi a casa Darling. Il gioco da tavolo appare anche nel film Appuntamento sotto il letto (1968) come un regalo di Natale.

### Film e serie televisive
Alcuni personaggi del film appaiono nella serie televisiva House of Mouse - Il Topoclub e nei film direct-to-video tratti da essa.
Nel film televisivo Descendants 2, trasmesso nel 2017 su Disney Channel, appare tra i cattivi Harry Hook (Harry Uncino nella versione italiana), il figlio di Capitan Uncino. Nella serie animata Descendants: Wicked World del 2015 fa la sua comparsa CJ Hook, anch'essa figlia di Uncino. Nel film Descendants 3 del 2019 compaiono Squeaky e Squirmy, i figli gemelli di Spugna, lo stesso Spugna compare nel film, nel film Descendants: L'ascesa di Red del 2024 invece compare il giovane Uncino.

### Sequel
Il film Ritorno all'Isola che non c'è venne distribuito nel 2002 come sequel di questo film. Il film è uscito in home video con il titolo Peter Pan - Ritorno all'Isola che non c'è.

### Spin-off
La serie animata Jake e i pirati dell'Isola che non c'è venne mandata in onda per la prima volta nel 2011, ed è considerata uno spin-off di questo Classico Disney.

### Prequel/Spin-off
La Disney Fairies, popolare serie di film iniziata nel 2008 con Trilli e terminata nel 2015 con Trilli e la creatura leggendaria, conta 6 film direct-to-video e uno special televisivo: sono dei prequel del film e raccontano la storia di Trilli e delle sue amiche. Nel penultimo appare anche un capitan Uncino ancora ragazzo col nome di James nonché Coco da piccolo. 

### Cortometraggi
Nel 1989 è uscito un cortometraggio, Back to Neverland, con protagonista Robin Williams, ambientato nel mondo del film, in cui l'attore compie un'avventura come bimbo sperduto e animato. 
Peter Pan, Capitan Uncino, Spugna, Wendy, Gianni, Michele, Trilli, i Bimbi Sperduti, Coco e Nana sono presenti tra i 545 protagonisti nel corto Once Upon a Studio, uscito nel 2023.

### Remake live-action
Il 13 aprile 2016 viene annunciato un remake in live-action. Diretto dal regista David Lowery e intitolato Peter Pan & Wendy, titolo simile all'opera letteraria originale. A causa della pandemia COVID-19 a dicembre 2020 fu deciso che il film sarebbe uscito direttamente su Disney+. Inizialmente il film era previsto per una data nel 2022; ma poi il 9 settembre dello stesso anno durante il D23 viene annunciato che il film uscirà l'anno successivo. Il 28 febbraio 2023 è stato annunciato che il film uscirà nell'aprile dello stesso anno, venendo anche pubblicato il primo teaser. La sceneggiatura è stata affidata a Toby Halbrooks. Il film venne distribuito su Disney+ il 28 aprile 2023.

### TIDU Studios
Wendy, John e Micheal Darling appaiono come personaggi ricorrenti in Ecco Boris!, la serie con protagonisti Boris Inkling e suo figlio Dick. Wendy conosce Dick grazie alla sua amica Alice e finisce per innamorarsene e passare molto tempo con lui. Questo però fa ingelosire Alice, anche lei innamorata di lui. Tra le due iniziano a nascere attriti, spingendo Dick a chiedere aiuto a suo padre, all'amico Teletubbies Arkadius Doom e a Dodi Stark occasionalmente. Alla fine le cose si aggiustano, ma é chiaro che prima o poi Dick dovrà scegliere con chi delle due stare e Wendy inizia a pregare la notte guardando il cielo stellato, sperando che sia lei la sua prescelta. Anche Spugna è un personaggio riccorente nel franchise. 

## Controversie
Negli ultimi anni Le avventure di Peter Pan è stato criticato a causa del modo stereotipato e talvolta offensivo in cui gli "indiani" nativi americani sono ritratti. I personaggi spesso li chiamano selvaggi; Capitan Uncino si riferisce a loro come "pellerossa", "redskins" in originale, vocabolo considerato particolarmente offensivo. I bambini vanno a cacciare gli indiani come animali, sebbene nel film venga specificato che si tratta solo di un gioco che i bambini e gli indiani si fanno a vicenda e reciprocamente da tempo.
La canzone "Perché è rosso l'uomo rosso?" è in particolare fonte di controversia: in essa la pelle rossa degli indiani viene attribuita al rossore che un antenato provò nel baciare una donna, implicitamente reiterando agli occhi di molti lo stereotipo dei nativi americani come una razza selvaggia; contiene inoltre un intraducibile gioco di parole sull'omofonia tra "How?" (in italiano reso con "Augh") e la parola inglese "How" che riconduce ancora una volta a una visione stereotipata dei nativi americani. Questi stereotipi sono presenti nell'opera di Barrie e in molti fumetti e film dell'epoca (soprattutto western e cartoni animati). Anni dopo la produzione Marc Davis, uno dei supervisori all'animazione del film, dichiarò in un'intervista: "Non sono sicuro che avremmo fatto gli indiani, se stessimo facendo questo film adesso. E comunque non li faremmo nel modo in cui li facemmo allora." Davis aggiunse successivamente che "gli indiani sono stati creati da Ward Kimball. Meravigliosamente realizzati. Gli indiani non si potrebbero fare così oggigiorno, ma mi piacciono, sono molto divertenti, specialmente il grande capo".
Lo storico della Disney Jim Korkis è intervenuto affermando che quelli di Neverland non sono veri nativi americani in quanto "è importante ricordare che Peter Pan rappresenta l'impressione di un bambino di pirati, sirene e indiani e, di conseguenza, queste fantasiose creazioni sono più correlate ai libri di fiabe della cultura popolare che alla realtà".
Tuttavia la Disney, sotto la guida del CEO attivista Bob Iger, a scanso di equivoci prima della messa in onda in streaming del film obbliga gli spettatori alla lettura del seguente messaggio: "Questo programma include rappresentazioni negative e/o trattamenti errati nei confronti di persone o culture. Questi stereotipi e comportamenti erano sbagliati allora e lo sono oggi. La rimozione di questo contenuto negherebbe l'esistenza di questi pregiudizi e il loro impatto dannoso sulla società. Scegliamo invece di trarne insegnamento per stimolare il dialogo e creare insieme un futuro più inclusivo.
Disney si impegna a creare storie con temi ispiratori e aspirazionali che riflettano la ricca diversità dell'esperienza umana in tutto il mondo". Alquanto bizzarra questa scelta in quanto non è di certo un film a poter modificare il libero arbitrio di una persona.